# Areva albogrisea
Areva albogrisea là một loài bướm đêm thuộc họ Erebidae.